# Sugar Land
Sugar Land je město v americkém státě Texas a součást metropolitní oblasti Greater Houston. Má rozlohu 88,1 km2 a v roce 2010 zde žilo 78 817 obyvatel. Po připojení oblastí Greatwood/New Territory 12. prosince 2017 je odhad obyvatel k lednu 2018 117 869. Je to nejrychleji rostoucí město v Texasu – v období let 1990 až 2000 narostlo o více než 158 procent.
Původně bylo založeno počátkem 19. století jako cukrová plantáž, začleněno bylo v roce 1959. Je to největší město a ekonomické centrum okresu Fort Bend County. Je to třetí největší město podle počtu obyvatel a druhé největší v ekonomické aktivitě v aglomeraci Greater Houston.